# Heskestad Station
Heskestad Station (Heskestad stasjon) er en tidligere jernbanestation på Sørlandsbanen, der ligger ved Eide i Lund kommune i Norge. Den er udstyret med en stationsbygning i rødmalet træ.
Stationen åbnede 1. november 1904 som en del af Flekkefjordbanen, der var taget i brug en måned før mellem Egersund og Flekkefjord. I 1944 indgik strækningen mellem Egersund og Sira, hvor Heskestad ligger, i Sørlandsbanen. Oprindeligt havde Heskestad status som holdeplads, men den blev opgraderet til station omkring 1913. Omkring 1957 blev den atter nedgraderet til holdeplads og 1. juni 1966 til trinbræt. 2. juni 1991 fik den status som fjernstyret krydsningsspor.